# Plänkeschulhaus

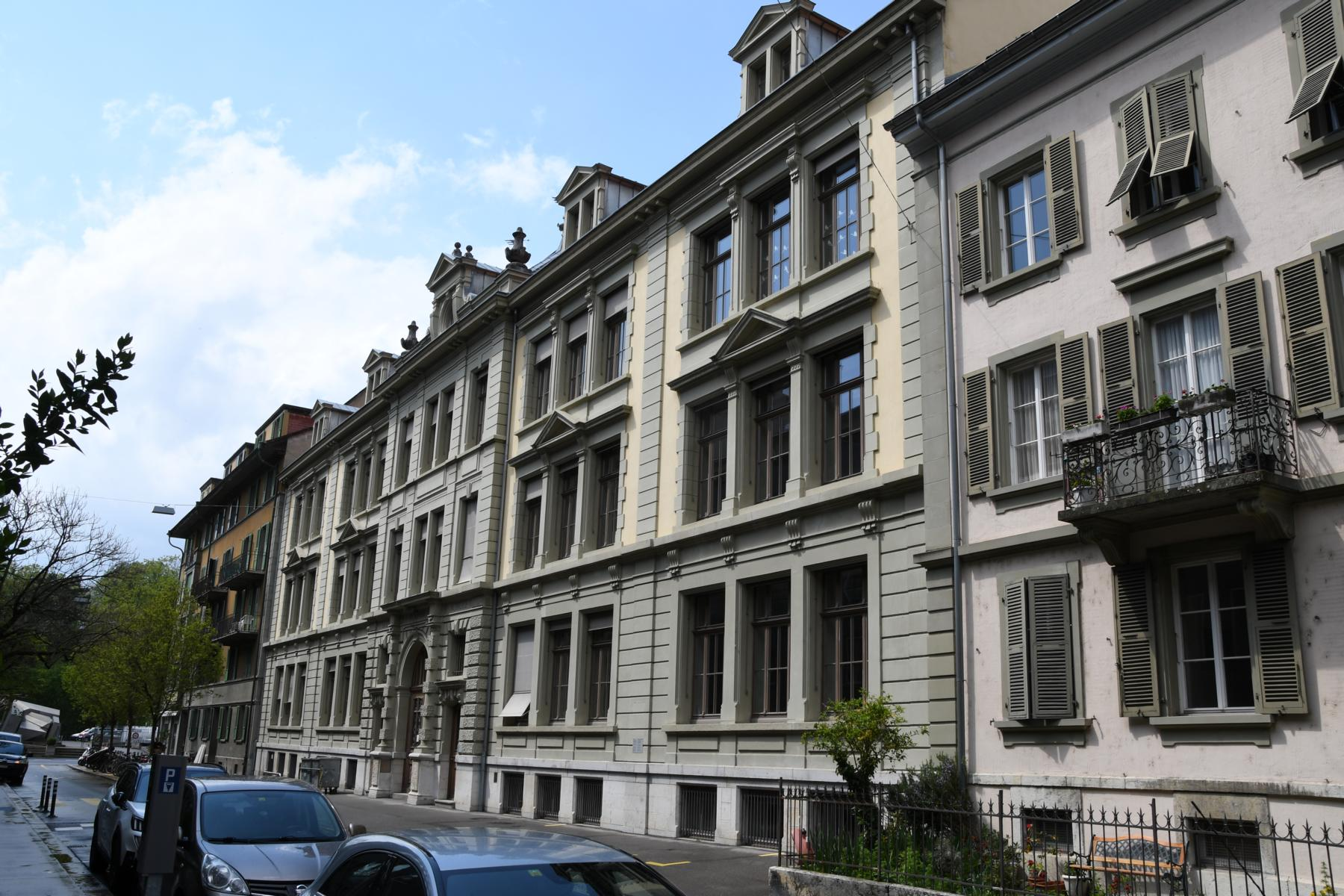
Plänkeschulhaus, Plänkestrasse 9 (2021)

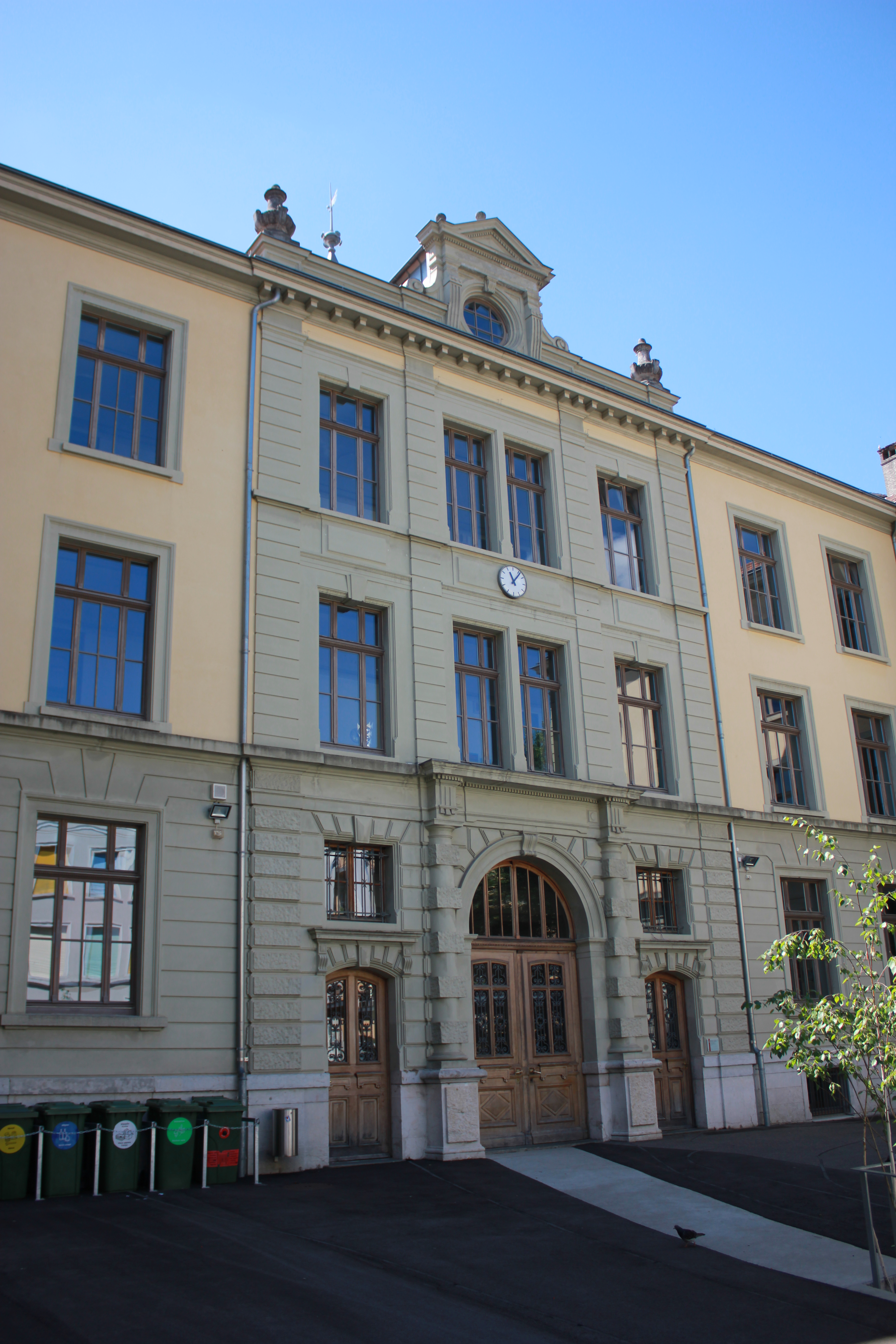
Plänkeschule, Schulhoffassade (2022)

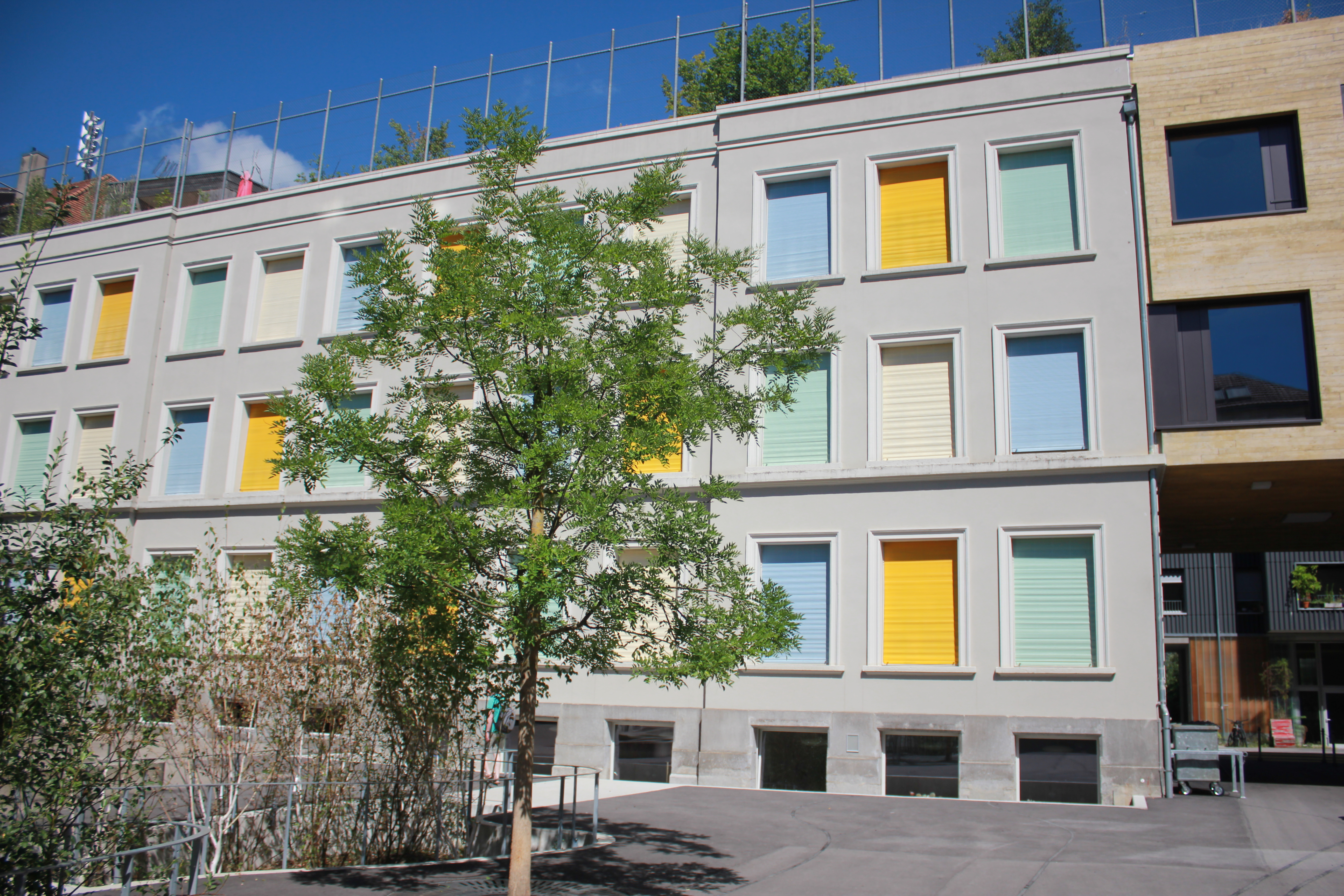
Ehemalige Mädchenschule, Hoffassade (2022)

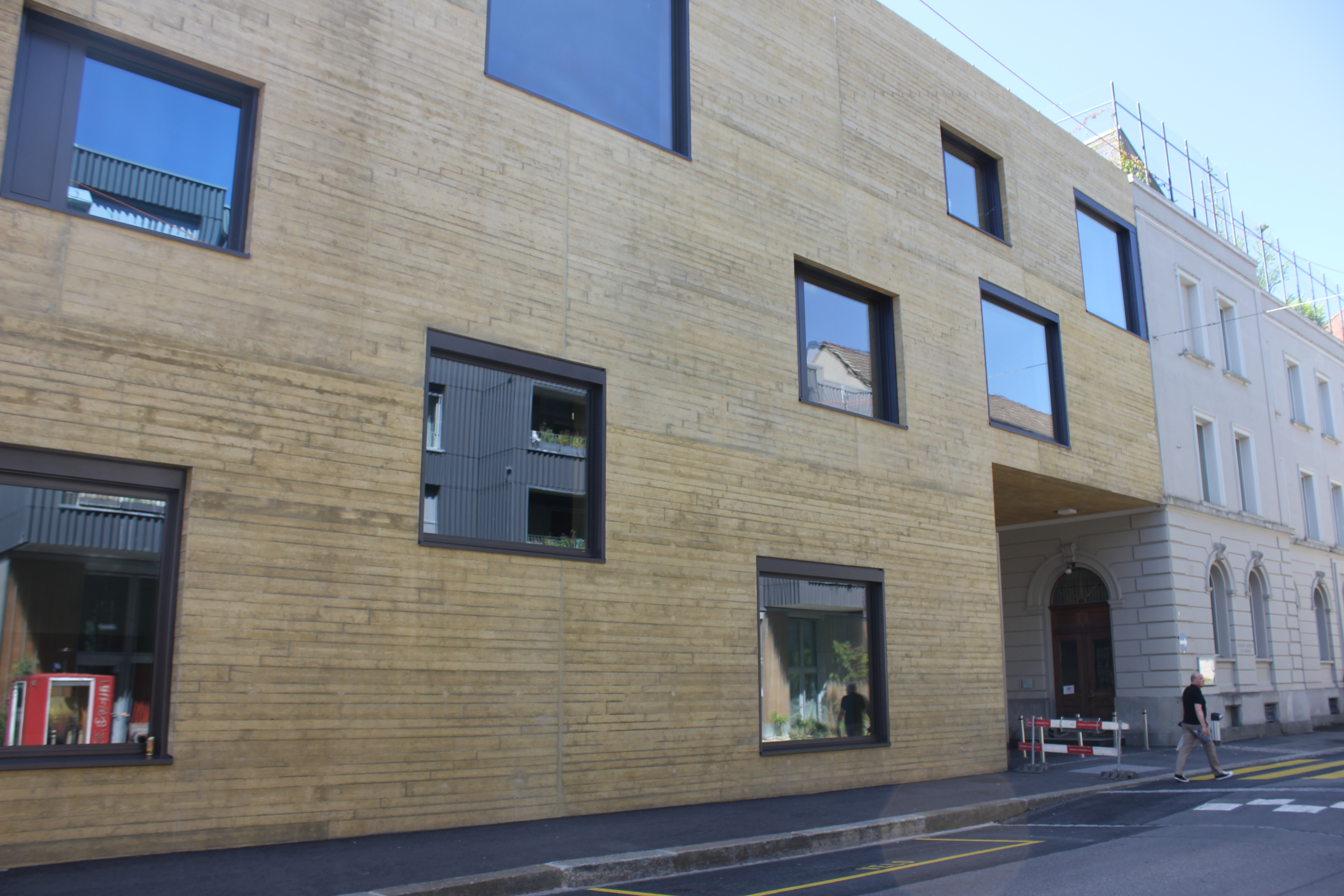
Strassenansicht Turnhalle mit ehem. Mädchenschule (2022)

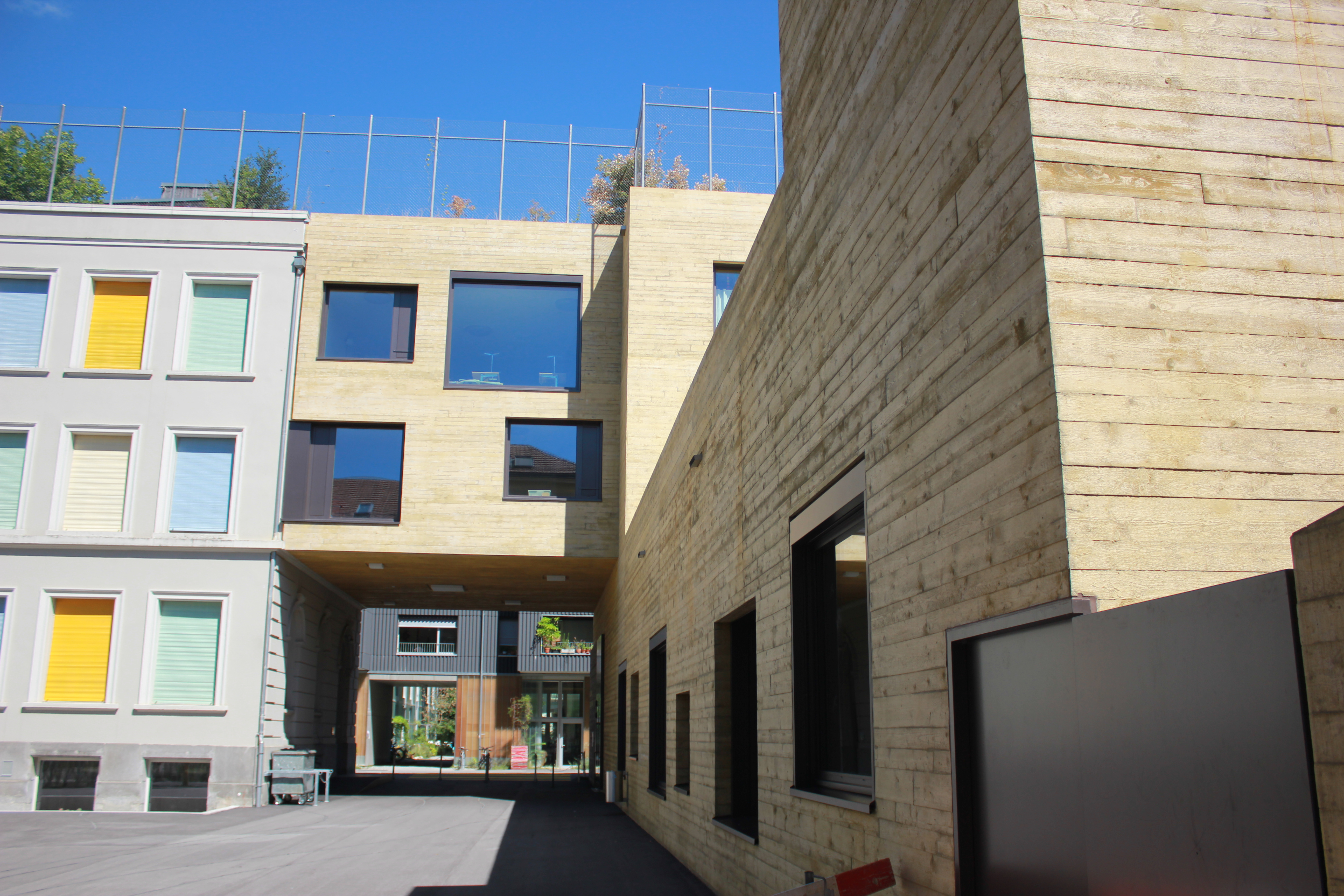
Turnhalle Plänke, Schulhofseite (2022)

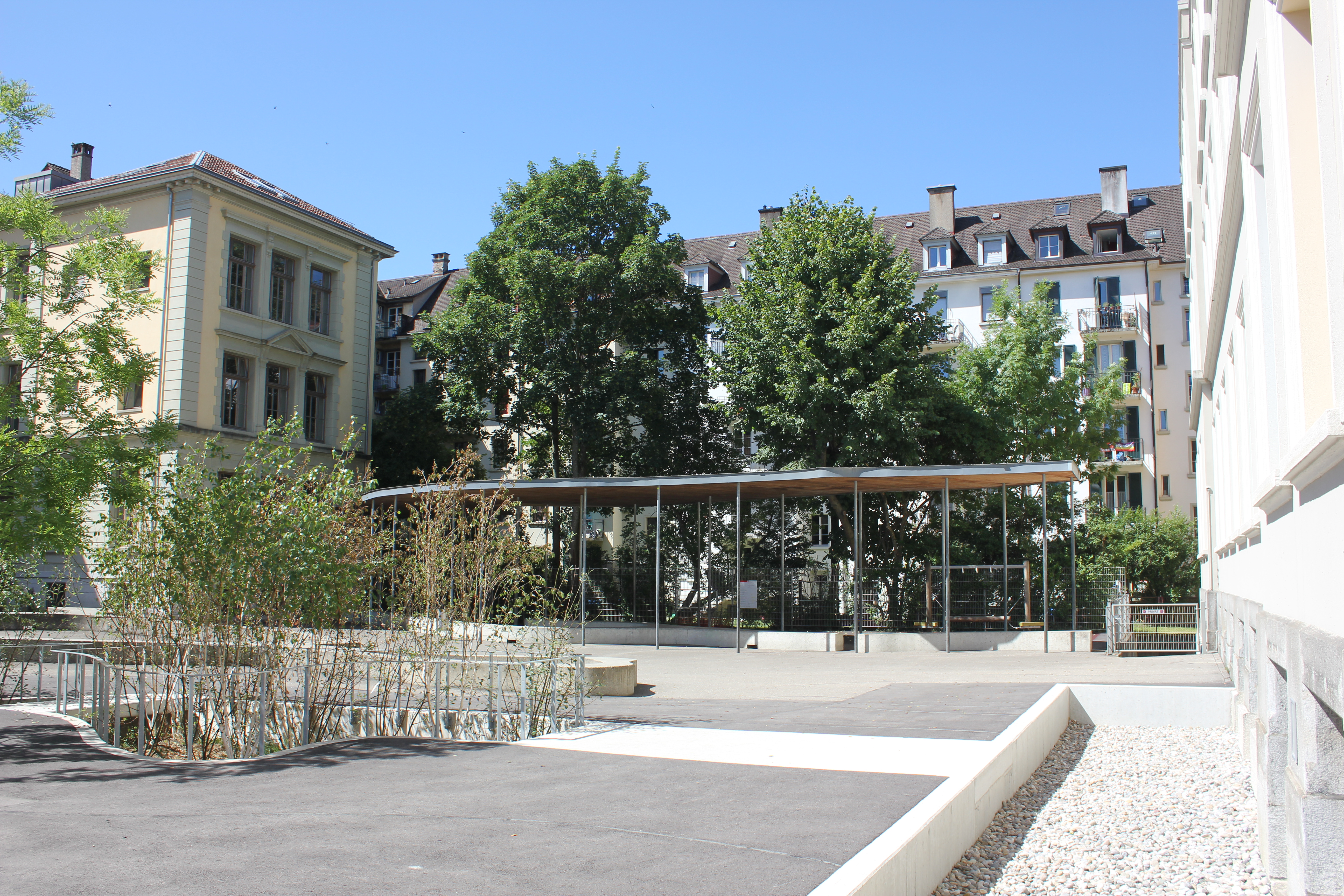
Schulhofgestaltung (2022)

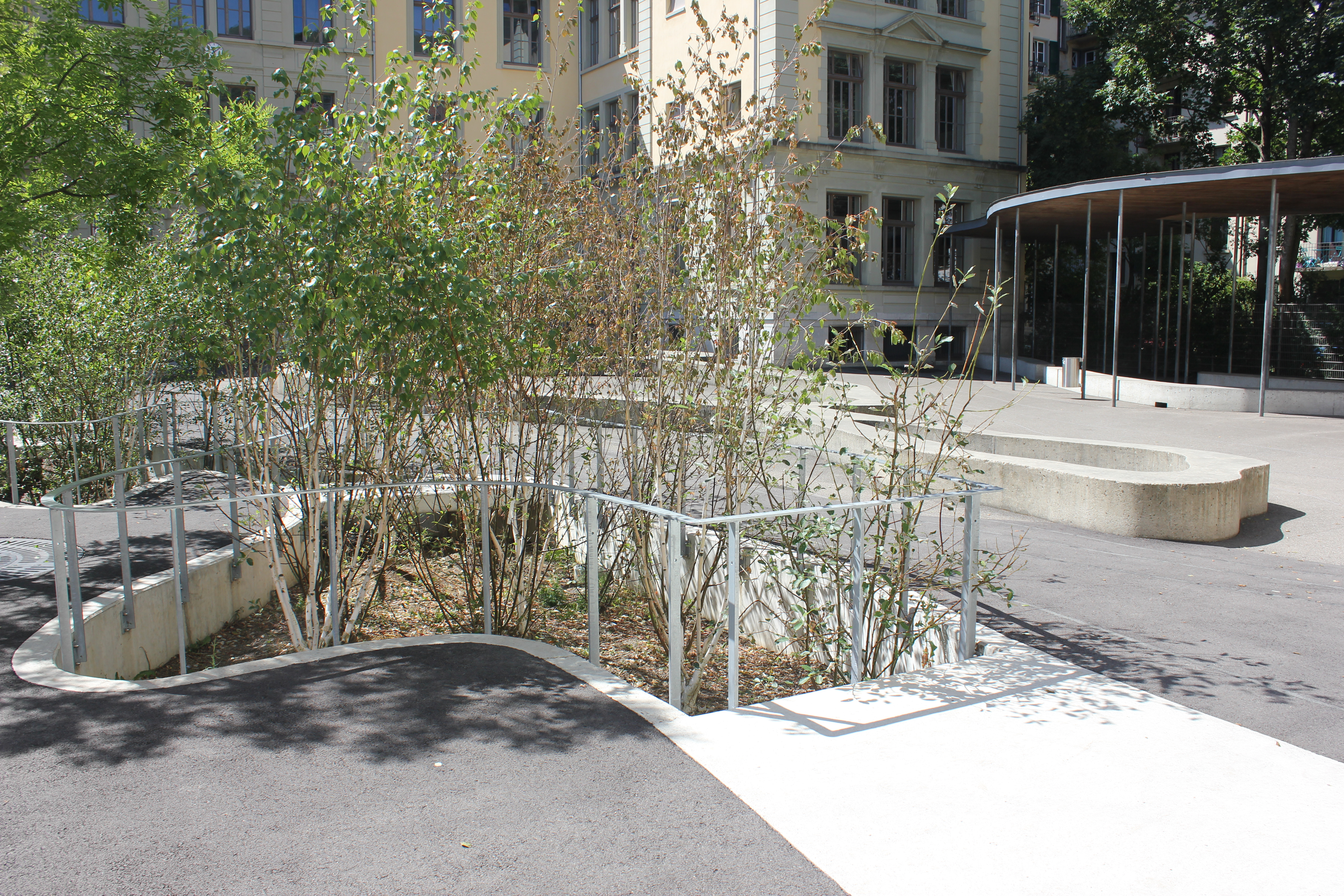
Schulhof mit «Höhenlinien» (2022)

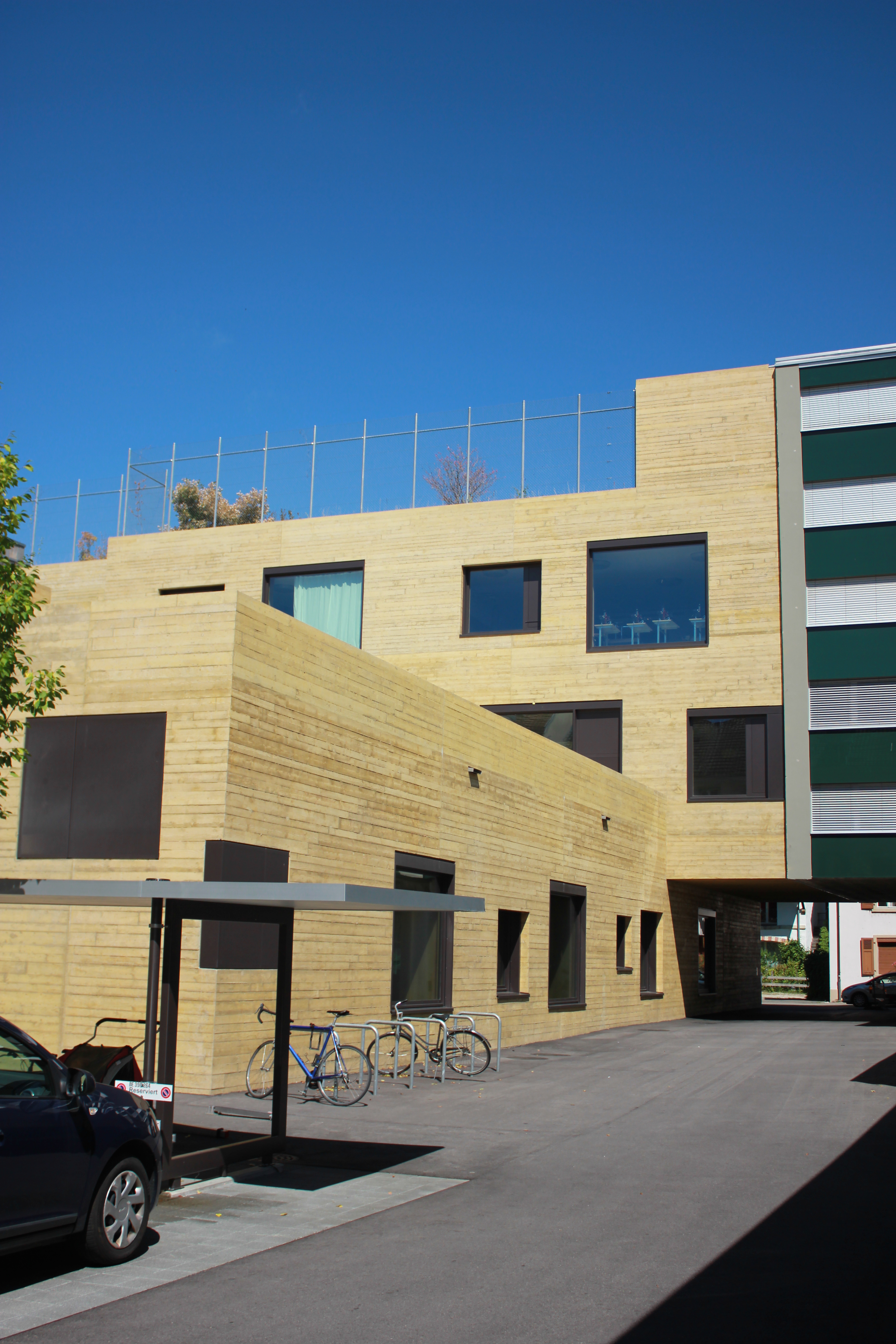
Turnhalle vom Osten mit Fussgängerdurchgang zur Neuengasse (2022)

Das Plänkeschulhaus, Plänkestrasse 9 in Biel im Kanton Bern in der Schweiz wurde in den Jahren 1898/1899 im Stil des Historismus errichtet und steht als Kulturgut unter Denkmalschutz. Zur Schule gehören weitere Gebäude in der Neuengasse. Die ehemalige Mädchenschule in der Neuengasse 10 beherbergt heute Kindergartenräume und die Tagesschule. Die neue Turnhalle in der Neuengasse 12 ersetzt eine marode Vorgängerhalle.

## Lage
Die Schule befindet sich in der Bieler Neustadt. Der Häuserblock wird von der Plänkestrasse im Süden, der Spitalstrasse im Westen, der Neuengasse im Norden und der Karl-Neuhaus-Strasse im Osten begrenzt. Die Schule nutzt das historische Schulgebäude in der Plänkestrasse 9 für die Primarstufe. Die Tagesschule, die Kindergärten und das Freizeitatelier befinden sich in der Neuengasse 10 und die Sporthalle mit weiteren Unterrichtsräumen in der Neuengasse 12.

## Geschichte
Das Stadtbauamt Biel errichtete in den Jahren 1898 bis 1899 ein Schulhaus nach eigenem Entwurf. Es wurde in den Jahren 1997 und 1998 grundlegend saniert. Die ehemalige Mädchenschule in der Neuengasse 10 wurde im Jahr 1900 von Stadtbaumeister Fehlbaum geplant und in den Jahren um 2000 saniert. 1999 entstand der erste Teil der Schulhofgestaltung als «Kunst-am-Bau».
Seit 2009 ist die Schule Teil des Pilotprojekts Filière-bilingue (FIBI) der Stadt Biel, bei dem die Schülerinnen und Schüler zweisprachig unterrichtet werden.
Die aus dem Jahr 1900 stammende Turnhalle in der Neuengasse 12 bestand aus Mauerwerk, Bruchstein und einem Holzdachstuhl. Sie war auf Holzpfählen gegründet. 1945 wurde ein Garderobentrakt angebaut. Seither gab es Setzungen sowie Risse im Mauerwerk. Die Halle wurde 2018 rückgebaut. Eine Sanierung war geprüft und danach verworfen worden. An gleicher Stelle entstand ab 2019 ein Neubau für den Schul- und Vereinssport, der 2020 übergeben wurde. Mit der Baumassnahme wurden zusätzliche Unterrichtsräume für zwei Klassenzüge der Primarstufe vom ersten Kindergartenjahr bis zur 6. Klasse geschaffen. Das Aussengelände wurde 2021 fertiggestellt.
Die öffentlich zugänglichen Fusswege durch den Häuserblock wurden bei der Planung der Schulgebäude und der Sporthalle erhalten.

## Beschreibung

### Plänkeschulhaus
Das neubarocke Haus wurde nach dem Entwurf des Stadtbauamtes Biel 1899 fertiggestellte. Das Gebäude wurde in die überwiegend aus Wohnhäusern bestehende Blockrandbebauung integriert. Die Dreiflügelanlage fasst auf der Rückseite den Schulhof. Die späthistoristische Fassade verfügt über einen Mittelrisalit, Bänderungen, Gesimse, Lisenen und Fensterverdachungen aus Sandstein. Aus Sicht der Denkmalpflege sind die in Anlehnung an den Manierismus gestalteten Rahmungen der Portale und die Eingangshalle mit Dekoren als Marmorimitation sowie die Kassettendecke besonders bemerkenswert. Über dem Haupteingang befindet sich die Inschrift «ECOLE PLAENKE SCHULE»
Als strassenbildprägender «städtischer Repräsentationsbau in einer für die Wende zum 20. Jahrhundert eher konservativen, aber für öffentliche Gebäude üblichen Grundhaltung» sowie «guter Vertreter des Typs Schulpalast» wurde das Gebäude 2003 rechtswirksam im Bauinventar des Kantons Bern als «schützenswert» verzeichnet.

### Ehemalige Mädchenschule
Das Gebäude Neuengasse 10 wurde im Jahr 1900 von dem Stadtbaumeister Fehlbaum geplant. Es wurde zur Jahrtausendwende grundsaniert. Nach dem Umbau gab es vier Kindergartenklassen, Räume für die Ganztagsschule sowie das Freizeitatelier. Die Fassade des Ursprungsbaus wurde erhalten, jedoch mit farbigen Akzenten umgestaltet. Die verschiedenfarbigen Sonnenschutzelemente geben der Fassade Leichtigkeit und Frische. Das geneigten Dach wurde zurückgebaut, ein Flachdach ausgebildet und mit begrüntem Dachgarten als Pausenfläche angelegt.

### Turnhalle Plänke
Nach einem Wettbewerbserfolg (1. Preis, 2015) realisierten «NUSUS – Niedermann Sigg Schwendener Architekten AG» aus Zürich den 2020 fertig gestellten Bau in der Neuengasse 12. Vorher stand auf dem Grundstück eine marode Kleinhalle. Der Neubau bezieht sich in Lage und Höhe auf die Nachbarbebauung. Am Übergang zur Nr. 10 entstanden über einer offenen Durchfahrt in zwei Obergeschossen Erweiterungen für die Tagesschule und Unterrichtsräume für die Primarschule. Hier ergaben sich großzügige Raumhöhen. Die Bauten nehmen die Traufhöhen der vorhandenen Blockrandbebauung auf. Die Turnhalle im Blockinnenbereich wurde im Boden versenkt. Sie bildet eine Platzkante des Schulhofes. Die Zugänge der Halle liegen in der Durchfahrt, gegenüber dem Zugang zur Schule. Die begrünten Spielflächen auf den Flachdächern der Neuengasse 10 wurden auf dem Flachdach des Gebäudes Neuengasse 12 ergänzt und eine neue, zusätzliche Pausenfläche auf dem Dach der Turnhalle geschaffen. Die Einfachturnhalle kann jenseits des Schulbetriebes durch Dritte genutzt werden.
Die Fassade mit den spielerisch erscheinenden Fensteröffnungen wurden aus der inneren Funktion der Räume und den statischen Notwendigkeiten entwickelt. Damit keine statischen Lasten in die vorhandenen Nachbarhäuser eingeleitet werden, sind die Bauteile über den Hofeinfahrten als Kragarme konstruiert. Die durchlöcherten Fassaden aus Ortbeton wirken dabei wie ein Rahmentragwerk. Die rauen Betonoberflächen der Fassaden wurden mittels sägerauher Brettschalungen erzeugt. Die gelblichen Farbtöne sind auf die Umgebung abgestimmt.

### Schulhof
Den Gestaltungswettbewerb für den Pausenhof des Primarschulhauses Plänke gewann das Team Arno Hassler und Alexandre Blanc. Im Rahmen der Schulhaussanierung wurde 1997 dieses Kunst-am-Bau-Projekt der Stadt Biel realisiert. Die Höhenlinien der Juralandschaften wurden als Linien dargestellt und mit Asphalt ausgegossen. Daran ausgerichtet wurde ein heute nicht mehr vorhandener Drahtzaun mit 4 Meter Höhe und 25 Meter Länge sowie eine rundlich-kreisend schwingende Sitzbank aus Beton ausgerichtet. Eine sich gabelnde Bank mit einem amorphen, dünnen Flachdach begrenzt den Schulhof seitlich. Die Höhenlinienlandschaft des Schulhofs wurde durch versenkte Pflanztröge in Form von begrünten Tälern ergänzt.